# 30 Years Live Anniversary
30 Years Live Anniversary è il settimo album dal vivo del gruppo power metal tedesco Gamma Ray, pubblicato nel 2021 in versione CD+DVD.
È il primo disco che presenta la formazione a 2 voci, con Kai Hansen e Frank Beck a dividersi le parti, nonché l'esordio discografico con la band per quest'ultimo. Nonostante Beck venga accreditato come “il nuovo cantante” dei Gamma Ray, è bene far notare come i suoi interventi si limitino spesso a seconde voci o rinforzi delle parti di Hansen, con componenti soliste molto sporadiche.
Va segnalata inoltre la presenza del primo cantante Ralf Scheepers nelle vesti di special guest, su 4 brani di vecchia data presenti in scaletta.
Un'altra curiosità che rende il disco unico è data dal fatto che, nonostante sia presentato come un album “live”, la band si è esibita in un locale vuoto (a causa della pandemia di Covid-19 che ha impedito il regolare svolgersi di tali eventi di fronte ad un pubblico) e in collegamento web “on demand” con i propri spettatori; gli interventi da parte del pubblico che si possono sentire in sottofondo sono stati infatti stati aggiunti in fase di mix, unendo le registrazioni casalinghe dei singoli fan che la band ha ricevuto tramite richiesta sulle proprie pagine social.

## Tracce
1. Induction – 0:58
2. Dethrone Tyranny – 4:18
3. New World Order – 5:24
4. Avalon – 9:34
5. Master of Confusion – 4:54
6. Empathy' – 5:09
7. Rebellion in Dreamland – 9:00
8. Land of the Free – 4:36
9. Lust for Life – 5:38 (con Ralf Scheepers)
10. One With the World – 5:05 (con Ralf Scheepers)
11. The Silence – 7:01 (con Ralf Scheepers)
12. Armageddon – 11:07
13. Heading for Tomorrow – 15:18 (con Ralf Scheepers)
14. Send Me A Sign – 7:27

## Formazione
- Frank Beck - voce
- Kai Hansen - voce, chitarra
- Henjo Richter - chitarra
- Dirk Schlächter - basso
- Michael Ehré - batteria
- Corvin Bahn - tastiere

### Ospiti
- Ralf Scheepers – voce sui brani 9, 10, 11, 13